# Away from here (single)
Away From Here is de eerste single van de Nederlandse zangeres Stevie Ann afkomstig van haar gelijknamige debuutalbum uit 2005.

## Tracklist
1. "Away From Here (Radio edit)"
2. "Away from here (Live version)"